# Bake Turner
Pour les articles homonymes, voir Turner.
(en) Statistiques sur pro-football-reference
Robert Hardy Turner, né le 22 juillet 1940 à Alpine, est un joueur américain de football américain.

## Biographie

### Enfance
Turner étudie à la Alpine High School, joue pour l'équipe de football américain comme quarterback et running back et en sort diplômé en 1958,,.

### Carrière

#### Université
Il entre au Texas Technological College, nom de l'université Texas Tech, en 1958 et commence à jouer dans le programme football en 1959 comme wide receiver,. Turner domine le classement des receveurs dès sa première année avec 444 yards parcourus sur des réceptions de passe, battant le record de l'université, avant de basculer au poste de running back pendant deux ans. Turner bat également le record de la meilleure moyenne de yards parcourus sur des retours du punt.
Le natif d'Alpine est également membre de l'équipe d'athlétisme ; il finit quatrième en saut en longueur et aux 200 mètres haies lors des championnats de la Southwest Conference en 1961 et bat le record de l'école en lancer du javelot. En 2009, il est introduit au temple de la renommée de Texas Tech.

#### Professionnel
Bake Turner est sélectionné au douzième tour de la draft 1962 de la NFL par les Colts de Baltimore au 163e choix. Après une saison de rookie chez les Colts où il est utilisé comme kick returner, Turner s'engage avec les Jets de New York où il s'impose comme titulaire avec soixante-et-onze passes pour 1 009 yards et six touchdowns en 1963 et cinquante-huit passes pour 974 yards et neuf touchdowns en 1964,.
En 1965, il commence à avoir moins de temps de jeu comme receveur après l'arrivée de George Sauer, Jr. et se retrouve cantonné à un poste de remplaçant et de returner. Turner participe à la victoire finale des Jets de New York au Super Bowl III et termine sa carrière par une saison chez les Patriots de Boston. 
Après sa carrière de footballeur, Turner se tourne vers la musique country et devient chanteur et musicien, donnant des concerts amateurs.